# Porites rugosa
Porites rugosa är en korallart som beskrevs av Fenner och Veron 2002. Porites rugosa ingår i släktet Porites och familjen Poritidae. IUCN kategoriserar arten globalt som sårbar. Inga underarter finns listade i Catalogue of Life.